# Dyskografia Lady Antebellum
Dyskografia amerykańskiego zespołu country Lady Antebellum składa się z trzech albumów studyjnych oraz dziesięciu singli.
Debiutancki album grupy, Lady Antebellum, został wydany w 2007 roku i uzyskał platynowy status w Stanach Zjednoczonych. Z płyty pochodziły trzy single: "Love Don't Live Here" "Lookin' for a Good Time" oraz "I Run to You", pierwszy utwór numer jeden na liście Billboard Hot Country Songs. Kolejnym singlem był "Need You Now", pochodzący z albumu o tej samej nazwie. Piosenka uplasowała się na szczycie Hot Country Songs, a także 2. pozycji Billboard Hot 100 oraz Canadian Hot 100. Inne single z tejże płyty to: "Our Kind of Love" i "American Honey".

## Albumy studyjne
| 2008                                   | Lady Antebellum - Wydany: 15 kwietnia 2008 - Wytwórnia: Capitol Nashville | 1 | 4 | – | – | – | – | –  | –  | –  | 191 | - 2× Platyna - Platyna                                |
| 2010                                   | Need You Now - Wydany: 26 stycznia 2010 - Wytwórnia: Capitol Nashville    | 1 | 1 | 1 | 1 | 1 | 5 | 11 | 4  | 21 | 8   | - 3× Platyna - 2× Platyna - Platyna - Platyna - Złoto |
| 2011                                   | Own the Night - Wydany: 13 września 2011 - Wytwórnia: Capitol Nashville   | 1 | 1 | 1 | 1 | 1 | 5 | 18 | 25 | 39 | 4   | - Platyna - Platyna                                   |
| "–" Album nie zajął miejsc na listach. |                                                                           |   |   |   |   |   |   |    |    |    |     |                                                       |

### Albumy świąteczne
| Rok  | Album | Najwyższa pozycja | Najwyższa pozycja | Najwyższa pozycja |
| Rok  | Album | Country           | Stany Zjednoczone | Holiday           |
| ---- | --- | ----------------- | ----------------- | ----------------- |
| 2010 | A Merry Little Christmas - Wydany: 12 października 2010 - Wytwórnia: Capitol Nashville - Format: CD, digital download | 4                 | 12                | 1                 |
| 2012 | On This Winter's Night - Wydany: 22 października 2012 - Wytwórnia: Capitol Nashville - Format: CD, digital download   |                   |                   |                   |

## Single
| Rok                                    | Singel                       | Najwyższa pozycja | Najwyższa pozycja | Najwyższa pozycja | Najwyższa pozycja | Najwyższa pozycja | Najwyższa pozycja | Najwyższa pozycja | Najwyższa pozycja | Najwyższa pozycja | Najwyższa pozycja | Certyfikat                                 | Album           |
| Rok                                    | Singel                       | Country           | Stany Zjednoczone | AC                | Dance             | Pop               | Country           | Kanada            | Irlandia          | Nowa Zelandia     | Wielka Brytania   | Certyfikat                                 | Album           |
| -------------------------------------- | ---------------------------- | ----------------- | ----------------- | ----------------- | ----------------- | ----------------- | ----------------- | ----------------- | ----------------- | ----------------- | ----------------- | ------------------------------------------ | --------------- |
| 2007                                   | "Love Don't Live Here"       | 3                 | 53                | –                 | –                 | –                 | 5                 | 69                | –                 | –                 | –                 | - Złoto                                    | Lady Antebellum |
| 2008                                   | "Lookin' for a Good Time"    | 11                | 67                | –                 | –                 | –                 | 18                | –                 | –                 | –                 | –                 |                                            | Lady Antebellum |
| 2009                                   | "I Run to You"               | 1                 | 27                | –                 | –                 | –                 | 1                 | 54                | –                 | –                 | –                 | - Platyna                                  | Lady Antebellum |
| 2009                                   | "Need You Now"               | 1                 | 2                 | 1                 | 45                | 2                 | 1                 | 2                 | 3                 | 5                 | 15                | - 5× Platyna - 2× Platyna - Złoto - Srebro | Need You Now    |
| 2010                                   | "American Honey"             | 1                 | 25                | –                 | –                 | –                 | 1                 | 50                | –                 | –                 | –                 |                                            | Need You Now    |
| 2010                                   | "Our Kind of Love"[A]        | 1                 | 51                | –                 | –                 | –                 | 61                | –                 | –                 | –                 | –                 |                                            | Need You Now    |
| 2010                                   | "Hello World"                | 6                 | 58                | –                 | –                 | –                 | –                 | 70                | –                 | –                 | –                 |                                            | Need You Now    |
| 2011                                   | "Just a Kiss"                | 1                 | 7                 | 1                 | –                 | 4                 | –                 | 13                | –                 | –                 | 78                | - Platyna - 2× Platyna                     | Own the Night   |
| 2011                                   | "We Owned the Night"         | 1                 | 31                | –                 | –                 | –                 | –                 | 29                | –                 | –                 | –                 | - Złoto                                    | Own the Night   |
| 2011                                   | "Dancin' Away with My Heart" | 2                 | 46                | –                 | –                 | –                 | –                 | 65                | –                 | –                 | –                 | - Złoto                                    | Own the Night   |
| 2012                                   | "Wanted You More"            | 20                | 34                | –                 | –                 | –                 | –                 | 59                | –                 | –                 | –                 |                                            | Own the Night   |
| "–" Singel nie zajął miejsc na listach |                              |                   |                   |                   |                   |                   |                   |                   |                   |                   |                   |                                            |                 |

### Single gościnne
| Rok  | Singel        | Artysta      | Najwyższa pozycja | Album  |
| Rok  | Singel        | Artysta      | AC                | Album  |
| ---- | ------------- | ------------ | ----------------- | ------ |
| 2007 | "Never Alone" | Jim Brickman | 14                | Escape |

### Inne single
| Rok  | Singel                             | Najwyższa pozycja | Najwyższa pozycja | Informacje |
| Rok  | Singel                             | Stany Zjednoczone | Kanada            | Informacje |
| ---- | ---------------------------------- | ----------------- | ----------------- | --- |
| 2008 | "Last Night Last"                  | –                 | –                 | - Wydany: 25 marca 2008 - Obecnie niedostępny w sprzedaży.                                                                                   |
| 2008 | "I Was Here"                       | 124               | –                 | - Wydany na albumie AT&T Team USA Soundtrack, wspierającym reprezentantów Stanów Zjednoczonych na Letnich Igrzyskach Olimpijskich w Pekinie. |
| 2008 | "Baby, It’s Cold Outside"          | 103               | –                 | |
| 2010 | "Ready to Love Again"              | 72                | 76                | - Obecnie niedostępny w sprzedaży; singel promocyjny albumu Need You Now (2010).                                                             |
| 2010 | "Love This Pain"                   | 93                | 72                | - Obecnie niedostępny w sprzedaży; singel promocyjny albumu Need You Now (2010).                                                             |
| 2010 | "Ready to Love Again" (z Maroon 5) | –                 | –                 | - Utwór z albumu Hands All Over Maroon 5. |

### Inne piosenki na listach przebojów
| Rok  | Piosenka                                 | Najwyższa pozycja | Najwyższa pozycja | Album                    |
| Rok  | Piosenka                                 | Country           | Stany Zjednoczone | Album                    |
| ---- | ---------------------------------------- | ----------------- | ----------------- | ------------------------ |
| 2009 | "I Was Here"                             | 54                | –                 | AT&T Team USA Soundtrack |
| 2010 | "When You Got a Good Thing"              | –                 | 121               | Need You Now             |
| 2010 | "Learning to Fly"                        | –                 | 101               | iTunes Session (EP)      |
| 2010 | "Have Yourself a Merry Little Christmas" | 36                | –                 | A Merry Little Christmas |
| 2010 | "Let It Snow! Let It Snow! Let It Snow!" | 34                | –                 | A Merry Little Christmas |
| 2010 | "All I Want for Christmas Is You"        | 38                | –                 | A Merry Little Christmas |
| 2011 | "Blue Christmas"                         | 42                | –                 | A Merry Little Christmas |
| 2011 | "Silver Bells"                           | 47                | –                 | A Merry Little Christmas |
| 2011 | "On This Winter's Night"                 | 59                | –                 | A Merry Little Christmas |

## Wideoklipy
| Rok  | Wideoklip                                | Reżyser            |
| ---- | ---------------------------------------- | ------------------ |
| 2007 | "Never Alone" (z Jimem Brickmanem)       | Vincenzo Giammanco |
| 2007 | "Love Don't Live Here" (wersja 1.)       | Charles Mehling    |
| 2008 | "Love Don't Live Here" (wersja 2.)       | Chris Hicky        |
| 2008 | "Lookin' for a Good Time" (wersja 1.)    | Adam Boatman       |
| 2008 | "Lookin' for a Good Time" (wersja 2.)    | Chris Hicky        |
| 2008 | "I Was Here"                             | Brice Williams     |
| 2009 | "I Run to You"                           | Adam Boatman       |
| 2009 | "Need You Now"                           | David McClister    |
| 2010 | "American Honey"                         | Trey Fanjoy        |
| 2010 | "Stars Tonight"                          | Adam Boatman       |
| 2010 | "Our Kind of Love"                       | Chris Hicky        |
| 2010 | "I Run to You" (wersja 2.)               | Christopher Sims   |
| 2010 | "Hello World"                            | Roman White        |
| 2011 | "Just a Kiss"                            | Shaun Silva        |
| 2011 | "We Owned the Night"                     | Shaun Silva        |
| 2011 | "We Owned the Night" (wersja koncertowa) | Adam Boatman       |
| 2012 | "Dancin' Away with My Heart"             | Adam Boatman       |
| 2012 | "Perfect Day"                            | Adam Boatman       |
| 2012 | "Wanted You More"                        | Noble Jones        |